# 난정서 (음반)
난정서蘭亭序는 2018년 발표된 시드 사운드의 7번째 정규 음반이자 마지막 음반이다. 

## 수록곡
1. MEMORIA
작사:Aerial, 작곡:이상용
노래:캐리애 & 윤수
3분 47초
2. 여우별
작사:BLOODMOON, 작곡:BLOODMOON
노래:Ms.Valentine
3분 17초
3. 내일의 하모니아
작사:Aerial,권수현 작곡:권수현
노래:DyoN Joo
4분 22초
4. 꿈빛 오케스트라
작사:Aerial, 작곡:NeLiME
노래:윤수
4분 04초
5. 애애애[1]
작사:Aerial, 작곡:rlaguswnd
노래:Aerial, 연초봄, Ms.Valentine
3분 45초
6. 조각배
작사:Aerial, 작곡:이상용
노래:캐리애
3분 29초
7. 진혼가[2]
작사:권수현, 작곡:권수현
노래:DyoN Joo, 윤수
4분 37초
8. 위령가[3]
작사:Aerial, 작곡:현수민, 편곡:이상용
노래:Aerial
4분 10초
9. Timeloop
작사:Aerial, 작곡:이상용
노래:Ms.Valentine
3분 25초
10. Loving You
작사:Aerial, 작곡:poplavor
노래:캐리애 & 윤수 & 연초봄
3분 27초

## 제작진
- 사운드 프로듀스

KIM Hyeonjung (wigen)
- 작곡&편곡

Hyun Sumin (무웬)
Kang Minhun (BLOODMOON)
KIM Hyeonjung (wigen)
Kim Juhyeong (poplavor)
Kwon Soohyun (Aragon)
Lee Sangyong (烏瑪)
Oh Seunghyeok (NeLiME)
- 기타

Kim Minseok (BlueArpeggio)
Kwon Soohyun (Aragon)
Lee Sangyong (烏瑪)
MONOMAN
- 베이스

Chloe loe
- 보컬

Aerial
DyoN Joo
Ms.Valentine
yoonsu
연초봄
캐리애
- 작사

Aerial
Kang Minhun (BLOODMOON)
Kwon Soohyun (Aragon)
- 레코딩 엔지니어

Moon Changhwan (lizT) @ Decibe1 Studio
- 믹스 & 마스터

Lee Sangyong (烏瑪)
Moon Changhwan (lizT)
- 일러스트레이션

Nardack
- SD일러스트레이션

Jareun
- 앨범 디자인

Kim Hyunyong
1. ↑  파일 이름은 애 애 애라고 적혀있다.
2. ↑  파일 이름은 백련의 진혼가라고 적혀있다.
3. ↑  파일 이름은 慰靈家 (위령가)라고 적혀있다.